# 小吃蛋糕
小吃蛋糕（英語：Snake cake）是一种用蛋糕、糖和糖霜制成的菓子。

### 加拿大
加拿大小吃蛋糕主要制造商是Vachon公司 ，该公司生产并分销May West 、 Jos、 Louis 、Passion Flakie和Ah Caramel！等产品。

### 美国

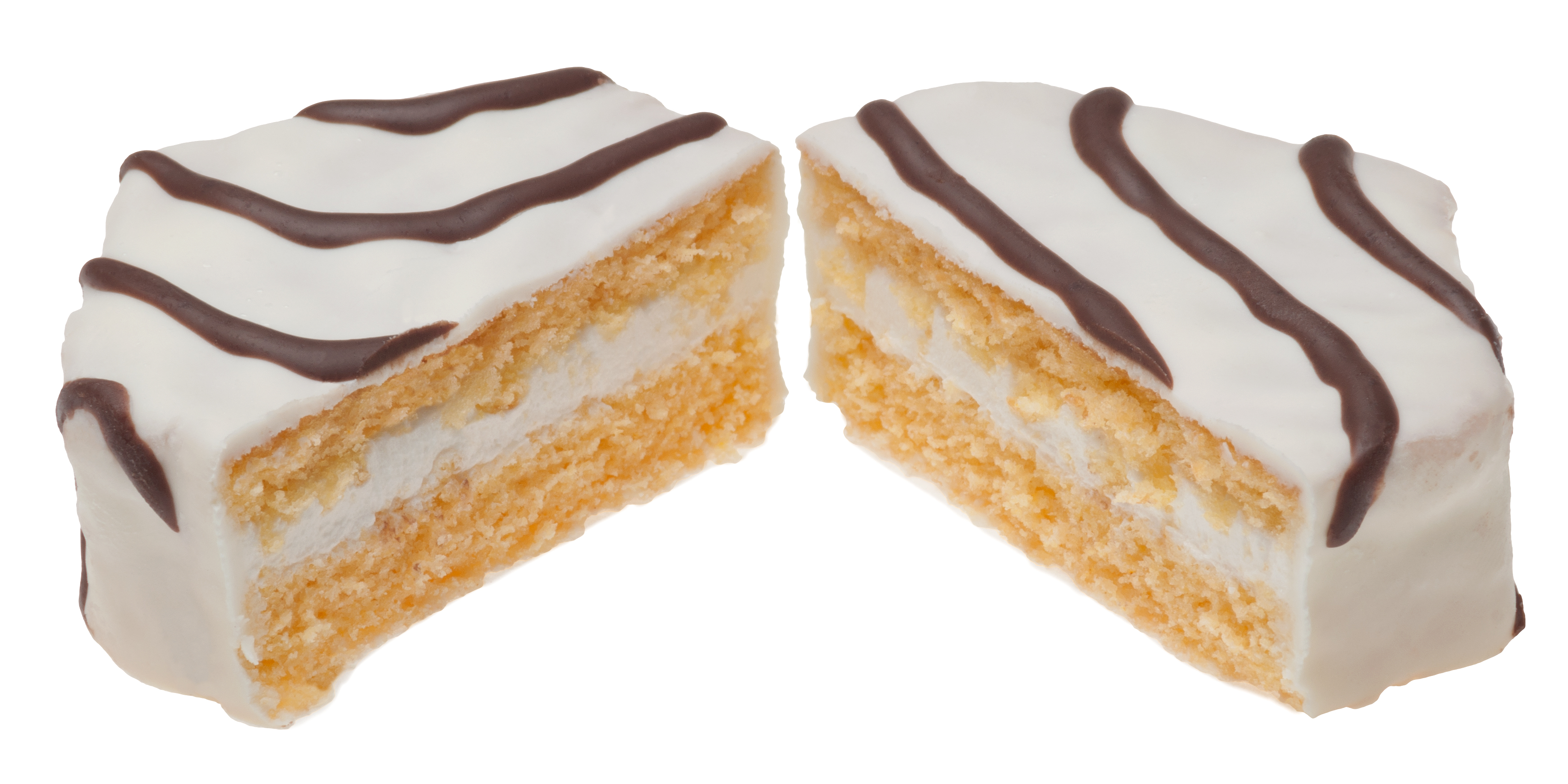
小黛比斑马蛋糕

小吃蛋糕可以在许多美国超市和便利店以散装或盒装形式购得。品种包例如Drake's Devil Dogs 、 Twinkies和斑马蛋糕。美国著名的小吃蛋糕制造商包括Hostess 、 Little Debbie 、 Dolly Madison 、Tastykake和Drake's 。 2004 年，美国的小吃蛋糕行业经历的一场大整合导致消费者选择减少（例如 Dolly Madison公司的zingers 、Hostess公司的Twinkies、Drake公司的咖啡蛋糕都曾由因特斯蒂特烘焙公司（已解散）独家生产）。

### 英国
雅法蛋糕是爱尔兰和英国流行的一种类似饼干的小吃蛋糕。